# Indonesische Badmintonmeisterschaft 1964
Die Indonesische Badmintonmeisterschaft 1964 fand in Jakarta statt. Es war die zehnte Austragung der nationalen Meisterschaften von Indonesien im Badminton.

## Titelträger
| Disziplin    | Sieger                              |
| ------------ | ----------------------------------- |
| Herreneinzel | Ang Tjin Siang                      |
| Dameneinzel  | Minarni                             |
| Herrendoppel | Tutang Djamaluddin Liem Tjeng Kiang |
| Damendoppel  | Retno Koestijah Minarni             |
| Mixed        | Njoo Kiem Bie                       |